# Jugendstrafrecht
Das Jugendstrafrecht ist das Sonderstrafrecht und Sonderstrafprozessrecht für jugendliche und heranwachsende Straftäter. Es beinhaltet den Erziehungsgedanken, der sich insbesondere auch in den vielfältigen, abgestuften Reaktionsmöglichkeiten widerspiegelt. Durch zeitnahe und erzieherische Maßnahmen, etwa die Durchführung eines Täter-Opfer-Ausgleichs oder eines sozialen Trainingskurses (zum Beispiel in Form eines Anti-Gewalt-Trainings), leisten die Justizbehörden gleichzeitig einen Beitrag zur Verhütung weiterer Straftaten.
Polizeilich werden in Deutschland alle Straftaten von registrierten Tatverdächtigen im Altersbereich von 14 bis einschließlich 20 Jahren unter dem Begriff Jugendkriminalität subsumiert.

## Geschichte
Entwicklungspsychologisch sind Kinder erst ab einem gewissen Alter fähig, das Unrecht einer Tat einzusehen und dieser Einsicht gemäß zu handeln. Diese Erkenntnis war bereits bei der Schaffung eines ersten öffentlichen Strafrechts vorhanden.
Das römische Recht legte die Strafmündigkeit von Kindern ab 7 Jahren fest, sofern diese einsichtsfähig waren. Die Rechtssammlungen des Mittelalters (zum Beispiel der Sachsenspiegel oder ähnliches) sahen keine einheitlichen Vorschriften vor. Grundsätzlich setzte die Strafmündigkeit im Alter zwischen 7 und 14 Jahren ein. Die „infantes“ (bis 7 Jahre) wurden in der Regel nicht bestraft, allenfalls „leicht“ gezüchtigt. Die „impuberes“ (die Unreifen, 7 bis 13 Jahre) wurden nach ihrem jeweiligen Entwicklungsgrad belangt, während die „minores“ (junge Leute, 14 bis 25 Jahre) dem Strafrecht wie die Erwachsenen unterlagen. Es kam durchaus vor, dass Todesurteile gegen 13- und 14-Jährige verhängt und vollstreckt wurden.
In Norwegen wurde der „halbbüßige“ Mann (12 bis 15 Jahre) mit der Hälfte der Strafe belegt. Taten von Kindern ab 7 Jahren wurden dem Vormund als Fahrlässigkeit angelastet. Regelmäßig wurde das Kind gezüchtigt (durch den Vormund oder den Verletzten); Todes- und Leibesstrafen (Folter) waren eingeschränkt.
Im ersten kodifizierten deutschen Strafrecht, der Tiroler Malefizordnung von 1499, wurden bei minderschwerem Diebstahl nur über Achtzehnjährige an den Pranger gestellt, gezüchtigt und ausgewiesen; bei schwerem Diebstahl sollten nur jene erhängt oder ertränkt werden, bei Jugendlichen wurde hier die Strafe dem Ermessen des Gerichts überlassen. Die Constitutio Criminalis Carolina (CCC) von 1532 sah bei Diebstahl (Artikel 164) vor, dass beispielsweise der Täter unter 14 Jahre statt mit dem Tode nur mit einer Körperstrafe bestraft wurde.
Im französischen Code pénal von 1810 war bei unter 16-Jährigen die Einsichtsfähigkeit individuell zu beurteilen. Lag diese vor, wurde allgemeines Strafrecht angewandt.
In den Vereinigten Staaten gibt es kein einheitliches Alter, ab wann ein Kind von einem Jugendgericht (Juvenile court) verurteilt werden kann. Je nach Bundesstaat variiert das Mindestalter von 10 bis zumeist 13 Jahren bis zu dem 17. oder 18. Lebensjahr. In einigen Staaten, wie in Washington, hängt das Mindestalter von der Schwere des Verbrechens ab. 1966 entschied der United States Supreme Court, dass Jugendlichen ein Gerichtsverfahren gewährt werden muss; der Verzicht auf die Zuständigkeit eines Jugendgerichts muss freiwillig erfolgen.
In den einzelnen deutschen Ländern wurde im Verlauf des 19. Jahrhunderts die Strafmündigkeit auf 8, 10, 12 oder 14 Jahre festgesetzt, allerdings sahen das Strafgesetzbuch Preußens von 1851 und das Strafgesetzbuch für das Königreich Bayern von 1861 kein Mindestalter vor, sondern stellten auf die individuelle Entwicklung ab. Mit dem Reichsstrafgesetzbuch von 1871 wurde die Strafmündigkeit auf 12 Jahre festgesetzt, bis zum 18. Geburtstag galten gemilderte Strafrahmen.
Ende des 19. Jahrhunderts traten verstärkt Bestrebungen zur Schaffung eines besonderen Jugendstrafrechts auf. Die ersten Früchte dieser Entwicklung waren, dass 1908 das erste Jugendgericht, im Jahre 1912 das erste Jugendgefängnis errichtet wurde. Im Jahre 1923 wurde das Jugendgerichtsgesetz (JGG) verabschiedet, das den Schwerpunkt auf Erziehungsmaßregeln legte. Allerdings wurde 1943 eine Neufassung erlassen, die die Anwendung des Erwachsenenstrafrechts gegen Jugendliche ermögliche. Das heutige JGG von 1953 und baute in seinen wesentlichen Grundzügen auf dem Gesetz von 1923 auf, siehe auch Jugendstrafrecht (Deutschland).

## Einzeldarstellungen
- Deutschland: Jugendstrafrecht (Deutschland), Jugendgerichtsgesetz (Deutschland)
- Österreich: Jugendgerichtsgesetz 1988
- Schweiz: Jugendanwaltschaft